# Aponurus trachinoti
Aponurus trachinoti är en plattmaskart. Aponurus trachinoti ingår i släktet Aponurus och familjen Hemiuridae. Inga underarter finns listade i Catalogue of Life.